# 하카타 돈타쿠

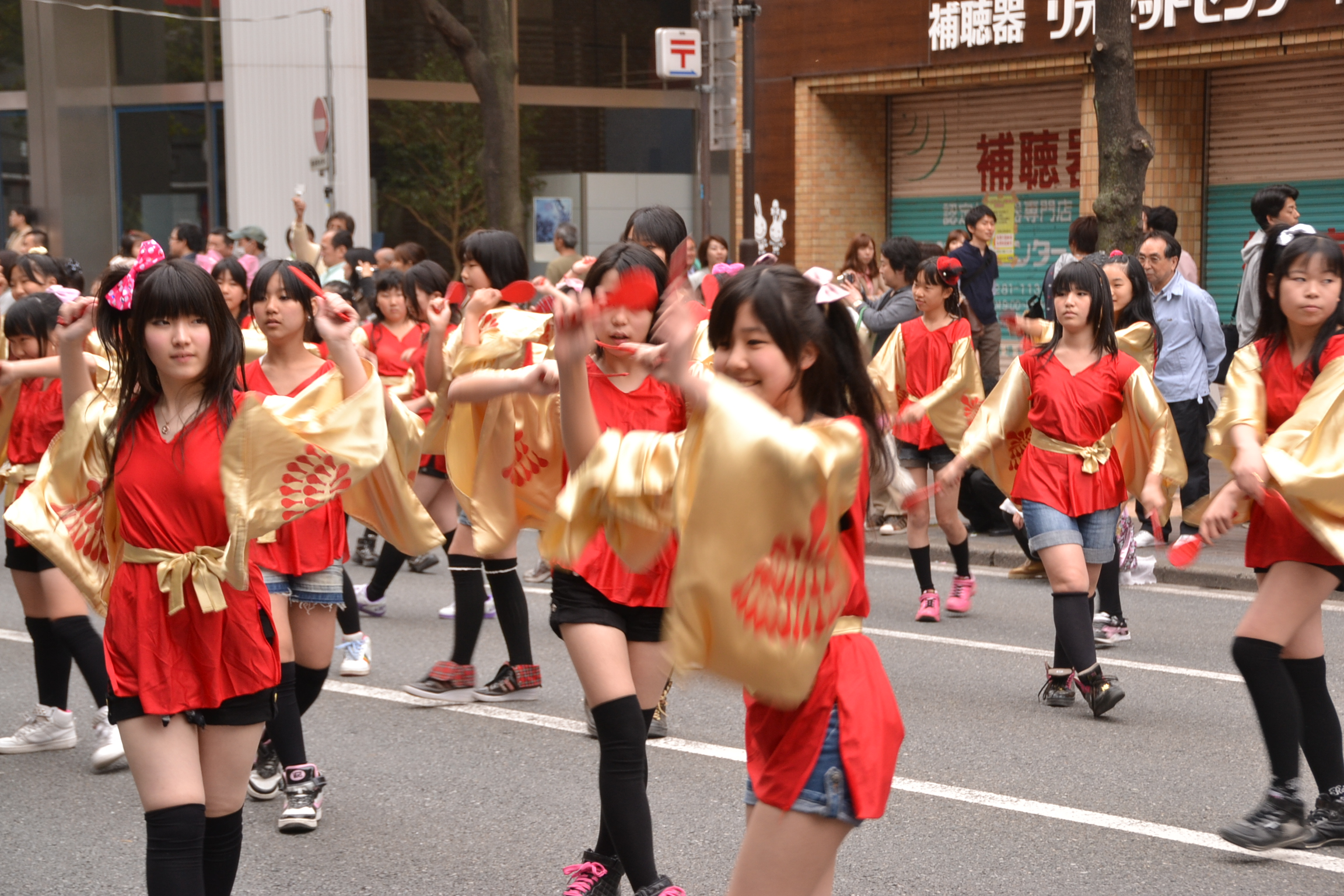
하카타 돈타쿠

하카타 돈타쿠(博多どんたく) 는 일본 후쿠오카현 후쿠오카시에서 매년 5월 3일과 4일에 개최되는 축제이다. 매년 200만 명 이상의 관람객을 동원하며, 골든위크 기간 중 열리는 축제 및 행사 중에서 일본 최대 규모를 자랑한다. 또한, 하카타기온야마카사축제(博多祇園山笠), 하코자키궁 호조에(筥崎宮放生会) 와 함께 후쿠오카·하카타를 대표하는 3대 축제 중 하나로 알려져 있다.
현재는 후쿠오카시, 후쿠오카 상공회의소, (공재) 후쿠오카 관광 컨벤션 뷰로로 구성된 「후쿠오카 시민의 축제 진흥회」가 주최하여, 「후쿠오카 시민의 축제 하카타 돈타쿠 항만제(港まつり)」라는 명칭으로 열리고 있다.
하카타 돈타쿠의 기원이자 중심을 이루는 **하카타 마츠바야시(博多松囃子)**는 일본 정부에 의해 중요 무형 민속문화재로 지정되어 있으며, 후쿠진류(福神流), 에비스류(恵比須流), 다이코쿠류(大黒流), 치고 동류(稚児東流), **치고 서류(稚児西流)**의 다섯 유파가 「하카타 마츠바야시 진흥회」를 구성하고, 각 유파가 번갈아가며 당번을 맡아 축제를 운영하고 있다.

## 역사
**하카타 돈타쿠(하카타 돈타쿠)**는 **하카타 마츠바야시(博多松囃子)**를 모체로 형성·발전해온 축제이며, 그 역사는 무로마치 시대까지 거슬러 올라간다.
마츠바야시는 교토에서 시작되어 일본 전국으로 퍼졌으며, 무로마치 시대경 하카타(현재의 후쿠오카)에도 전해졌다. 하카타에 정착한 후, 하카타 마츠바야시는 독자적인 형태로 변화하였다.
에도 시대의 하카타 마츠바야시는, 정월 15일에 후쿠오카 번의 번주인 구로다 가문을 알현하기 위한 연하 행사로서 후쿠오카 성에서 행해졌다. 후쿠로쿠주(福禄寿), 에비스(恵比須), 다이코쿠텐(大黒天)의 세 복신(福神)과 치고(稚児)가 마츠바야시의 중심이며, 여기에 하카타 각 마을과 시민들이 다양한 의상과 출연진으로 참가하였다. 이 일행은 ‘토오리몬(通りもん)’이라 불렸으며, 이들 세 복신, 치고, 토오리몬의 구성은 현재 하카타 돈타쿠의 원형이 되었다.
세 복신과 치고는 후쿠오카 성을 나와 무사들이 거주하던 후쿠오카 지역을 지나 하카타로 돌아가, 신사와 절, 연간 행사를 주관하는 이들 및 유력자들의 집을 방문해 축하하였다. 토오리몬은 상점이나 지인의 집에서 연예 공연을 하고, 상점 측에서는 술이나 안주 등으로 대접하였다. 이러한 모습은 메이지 시대까지도 지속되었다.
메이지 유신 이후, 1872년(메이지 5년)까지는 후쿠오카 지번사인 구로다 나가토모와 아리스가와노미야 다루히토 친왕에게 신년 인사를 올리는 행사로 계속되었다. 그러나 같은 해 11월, 재정 문제로 인해 후쿠오카 현의 통지에 따라 마츠바야시는 야마카사, 본오도리와 함께 금지되었다. 이후 7년이 지나 1879년(메이지 12년)에 다시 재개되었으며, 당시에는 세 복신과 치고, 하카타와 후쿠오카 각 마을의 토오리몬이 2월 11일의 기원절을 기념한 것으로 기록되어 있다.
메이지 시대 이후의 마츠바야시, 혹은 돈타쿠는 기원절 행렬뿐 아니라 1880년대부터는 진혼제(쇼콘사이), 러일전쟁 승전 기념식, 다이쇼 천황·쇼와 천황 즉위 등의 국가 행사에도 참여하였다. 1915년(다이쇼 4년)부터 쇼콘사이는 매년 4월 30일과 5월 1일에 개최되었으며, 마츠바야시 돈타쿠도 이에 따라 일정이 조정되었다. 전쟁 전의 돈타쿠는 1938년(쇼와 13년)을 마지막으로 중단되었다.
태평양전쟁 이후, 1946년(쇼와 21년) 5월에는 공습으로 파괴된 도시의 폐허 속에서 ‘하카타 부흥제’로서 어린이 야마카사와 함께 마츠바야시 돈타쿠가 개최되었다. 1947년부터는 후쿠오카시, 후쿠오카 상공회의소, 상점가 대표 및 시민들의 참여로 5월 24일과 25일에 하카타 돈타쿠가 열렸으며, 3대의 꽃 전차와 16곳의 임시 무대가 설치되어 현재 형식의 돈타쿠가 시작되었다.
1949년(쇼와 24년)부터는 헌법기념일에 맞춰 5월 3일과 4일에 개최되었고, 명칭은 ‘마츠바야시 돈타쿠 항만제’로 정해졌다. 그 후 몇 년간은 5월 5일 어린이날까지 포함하여 3일간 개최되기도 했으나, 전통적인 참가단체인 마츠바야시와 하카타 게이샤(博多券番) 등이 5일에는 참가하지 않아 축제의 일체감이 약화되었다.
1953년(쇼와 28년), 하카타 마츠바야시의 전통 보존을 목적으로 ‘하카타 마츠바야시 보존회’가 설립되었다. 현재는 구 후쿠오카 번주인 구로다 가문의 당주도 참가하고 있어, 에도 시대의 원래 모습에 가까워지고 있다.
1957년(쇼와 32년)에는 ‘하카타 돈타쿠 마츠바야시 항만제 진흥회’가 설립되어 축제 일정이 5월 3일과 4일로 확정되었다. 공연 단체와 상점가를 초대하여 우수 돈타쿠 팀에게 상을 수여하는 방식도 도입되었다. 1961년(쇼와 36년)에는 5월 2일 전야제가 후쿠오카 스포츠센터에서 시작되었고, 1962년에는 ‘후쿠오카 시민의 축제 진흥회’가 설립되어 돈타쿠는 ‘하카타 돈타쿠 항만제’로 명칭이 바뀌었으며, 시민 전체가 참여하는 축제로 자리잡게 되었다.
1972년(쇼와 47년)에 후쿠오카시가 정령지정도시로 지정되면서 만교지 ~ 텐진 간의 국체도로가 ‘돈타쿠 광장’으로 설정되었고, 1975년(쇼와 50년) 산요 신칸센이 하카타까지 연장되면서 하카타역까지 확대되었다. 이로 인해 외지 관람객 수가 증가했지만, 국체도로의 폭이 좁아 위험성이 지적되었고, 1988년(쇼와 63년)부터는 폭이 넓은 메이지도리로 장소가 이전되었다.
1987년(쇼와 62년)에는 후쿠오카 스포츠센터가 해체되면서 전야제는 후쿠오카 국제센터로 이전되었고, 중앙 본무대도 현청 부지로 옮겨졌다. 현재는 ‘축제 본무대’라는 명칭으로 후쿠오카시청 ‘후레아이 히로바’에서 개최되고 있다.
2020년과 2021년은 코로나19의 영향으로 역사상 처음으로 전면 중지되었으며, 2022년에는 3년 만에 개최가 결정되었으나, 감염 예방을 위해 퍼레이드 및 무대 참가 수가 제한되었고, 이틀간 관람객은 평년의 3분의 1 수준인 80만 명에 그쳤다.
코로나 이후 현재는 모든 제약이 사라졌으며, 2025년의 하카타 돈타쿠는 역대 최대 규모의 동원 인원이 예상되고 있다.

## 노래
하카타 돈타쿠(하카타 돈타쿠) 개최 기간 중, 자주 들을 수 있는 노래가 있다. 그것은 바로 **본치 카와이야(ぼんちかわいや)**이다.
이 노래는 에도 시대에 탄생한 '시리토리 노래(끝말잇기 노래)' 중 하나로, 현재는 후쿠오카현을 대표하는 민요로 자리 잡았으며, 하카타 돈타쿠의 테마송으로 채택되어 있다.
돈타쿠에서는 이 노래에 맞춰 주걱 을 들고 춤추는 것이 전통이다. 이 풍습은 예전, 돈타쿠의 반주 소리에 이끌려 저녁 준비를 하던 가게 여주인이 손에 들고 있던 주걱을 두드리며 반주에 합류한 것이 시작이라 전해진다.
후쿠오카 시민들 중 대부분이 이 노래를 흥얼거릴 수 있을 만큼, 지금도 후쿠오카 사람들에게 매우 소중한 노래로 여겨지고 있다.

##### 가사 (1절)
Bontchi kawai ya nen ne shina
Shinagawa jorōshu wa jū momme
Jū momme no teppō dama
Tamaya ga gawa i supponpon